# ВВС Западного фронта
ВВС Западного фронта (ВВС ЗФ) — оперативное объединение фронтовой авиации, предназначенное для решения боевых задач (ведения боевых действий) во взаимодействии (в совместных операциях) с другими видами Вооружённых Сил Союза ССР, а также проведения самостоятельных воздушных операций.

## История наименований

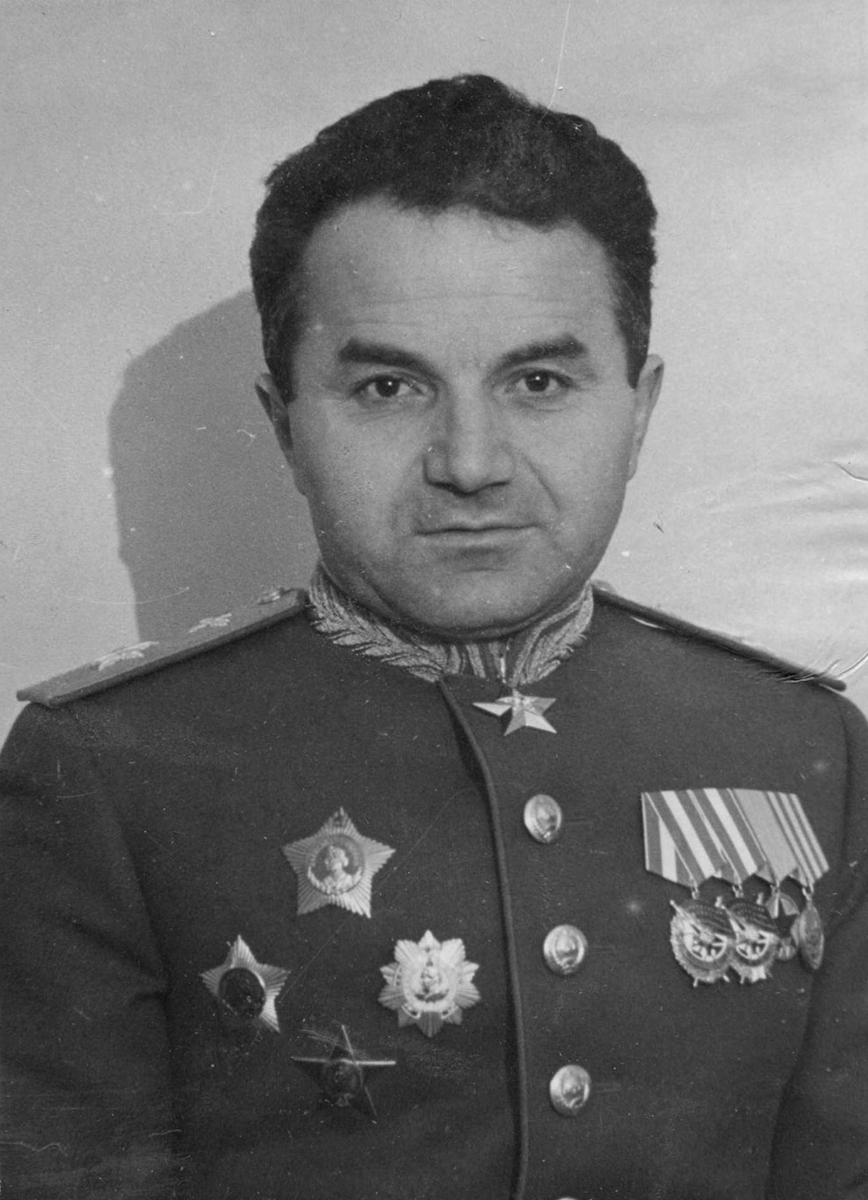
Командующий ВВС фронта с февраля по май 1942 года генерал-майор авиации С. А. Худяков.
На фотографии в звании маршала авиации.

- ВВС Минского военного округа (28.11.1918 г.);
- ВВС Западного военного округа (14.12.1918 г.);
- ВВС Белорусского военного округа (02.10.1926 г.);
- ВВС Белорусского особого военного округа (26.07.1936 г.);
- ВВС Белорусского фронта (01.09.1939 г.);
- ВВС Белорусского особого военного округа (14.11.1939 г.);
- ВВС Западного особого военного округа (11.07.1940 г.);
- ВВС Западного фронта (22.06.1941 г.);
- 1-я воздушная армия (05.05.1942 г.);
- 26-я воздушная армия (20.02.1949 г.);
- 26-я воздушная Краснознамённая армия (22.02.1968 г.);
- ВВС Белорусского военного округа (04.1980 г.)[1][2];
- 26-я воздушная Краснознамённая армия (05.1988 г.).
- Военно-воздушные силы Республики Беларусь (15.06.1992 г.);
- Военно-воздушные силы и войска ПВО Республики Беларусь (2001 г.).

## История и боевой путь
После начала войны 22 июня 1941 года на базе Западного особого военного округа сформирован Западный фронт. ВВС Западного особого военного округа переименованы в ВВС Западного фронта. ВВС фронта вели боевые действия в зоне ответственности Западного фронта. 26 июля за счет разделения фронта образован Центральный фронт. Часть авиации ВВС Западного фронта была передана в состав вновь образованных ВВС Центрального фронта (Центральный фронт 25 августа 1941 года был расформирован).
ВВС фронта принимали участие в битвах и операциях:
- Приграничные сражения — с 22 по 29 июня 1941 года.
- Смоленское сражение — с 10 июля по 10 сентября 1941 года.
- Битва за Москву:
  - Вяземская операция — с 2 по 13 октября 1941 года.
  - Калининская оборонительная операция — с 10 по 17 октября 1941 года.
  - Тульская оборонительная операция — с 20 октября по 5 декабря 1941 года.
  - Клинско-Солнечногорская оборонительная операция — с 15 ноября по 5 декабря 1941 года.
  - Клинско-Солнечногорская наступательная операция — с 6 по 26 декабря 1941 года.
  - Наро-Фоминская операция — с 1 по 5 декабря 1941 года.
  - Калужская операция — с 17 декабря 1941 года по 5 января 1942 года.
  - Ржевско-Вяземская стратегическая наступательная операция — с 8 января по 20 апреля 1942 года.

5 июня 1942 года на основании Приказа НКО № 0081 от 5 мая 1942 года ВВС Западного Фронта преобразованы в 1-ю воздушную армию. Армия перешла в оперативное подчинение Западного фронта.

## В составе
Находились в составе Западного фронта.
| Подчинение     | Период                  |
| -------------- | ----------------------- |
| Западный фронт | 22.06.1941 — 14.06.1942 |

## Командующие
- Герой Советского Союза генерал-майор авиации Копец Иван Иванович, с 22 июня по 23 июня 1941 года. Застрелился.
- генерал-майор авиации Таюрский Андрей Иванович, с 23 июня по 2 июля 1941 года. Снят с должности. Расстрелян.
- полковник Науменко Николай Фёдорович — с 2 июля по 16 августа 1941 года.
- генерал-майор авиации, генерал-лейтенант авиации (с 29 октября 1941 года) Мичугин Фёдор Георгиевич — с 16 августа по 25 декабря 1941 года.
- генерал-майор авиации Науменко Николай Фёдорович — с 25 декабря 1941 года по февраль 1942 года.
- генерал-майор авиации Худяков Сергей Александрович — с февраля 1942 года по 5 мая 1942 года.

## Состав
В состав ВВС фронта в разное время входили:

### 1941 год
| - ВВС 3-й армии - ВВС 4-й армии - ВВС 10-й армии - Соединения и части фронтового подчинения: - 43-я истребительная авиационная дивизия - 12-я бомбардировочная авиационная дивизия - 13-я бомбардировочная авиационная дивизия - 9-я смешанная авиационная дивизия - 10-я смешанная авиационная дивизия - 11-я смешанная авиационная дивизия - 184-й истребительный авиационный полк - 313-й разведывательный авиационный полк - 314-й разведывательный авиационный полк - 59-я истребительная авиационная дивизия (в стадии формирования) - 60-я истребительная авиационная дивизия (в стадии формирования) |

| - ВВС 3-й армии - ВВС 4-й армии - ВВС 10-й армии - ВВС 13-й армии - Соединения и части фронтового подчинения: - 43-я истребительная авиационная дивизия - 12-я бомбардировочная авиационная дивизия - 13-я бомбардировочная авиационная дивизия - 23-я смешанная авиационная дивизия - 47-я смешанная авиационная дивизия - 1-й бомбардировочный авиационный полк - 3-й бомбардировочный авиационный полк - 4-й штурмовой авиационный полк - 313-й разведывательный авиационный полк - 314-й разведывательный авиационный полк |

| - ВВС 4-й армии - ВВС 13-й армии - ВВС 19-й армии - ВВС 20-й армии - 47-я бомбардировочная авиационная дивизия - 23-я смешанная авиационная дивизия - ВВС 21-й армии - 13-я бомбардировочная авиационная дивизия - 11-я смешанная авиационная дивизия - ВВС 22-й армии - 12-я бомбардировочная авиационная дивизия - 46-я бомбардировочная авиационная дивизия - Соединения и части фронтового подчинения: - 43-я истребительная авиационная дивизия - 1-й бомбардировочный авиационный полк - 3-й бомбардировочный авиационный полк - 410-й бомбардировочный авиационный полк - 313-й разведывательный авиационный полк - 314-й разведывательный авиационный полк |

| - ВВС 16-й армии - ВВС 19-й армии - ВВС 20-й армии - 23-я смешанная авиационная дивизия - ВВС 22-й армии - 46-я бомбардировочная авиационная дивизия - ВВС 28-й армии - ВВС 29-й армии - ВВС 30-й армии - ВВС группы войск ярцевского направления - Соединения и части фронтового подчинения: - 43-я истребительная авиационная дивизия - 28-я смешанная авиационная дивизия - 47-я смешанная авиационная дивизия - 1-й бомбардировочный авиационный полк - 3-й бомбардировочный авиационный полк - 410-й бомбардировочный авиационный полк - 313-й разведывательный авиационный полк - 314-й разведывательный авиационный полк |

| - ВВС 16-й армии - ВВС 19-й армии - ВВС 20-й армии - ВВС 22-й армии - ВВС 29-й армии - ВВС 30-й армии - ВВС группы войск ярцевского направления - Соединения и части фронтового подчинения: - 23-я бомбардировочная авиационная дивизия - 31-я смешанная авиационная дивизия - 43-я смешанная авиационная дивизия - 46-я смешанная авиационная дивизия - 47-я смешанная авиационная дивизия - 30-й бомбардировочный авиационный полк - 95-й бомбардировочный авиационный полк - 134-й бомбардировочный авиационный полк (без мат. части) - 314-й разведывательный авиационный полк |

| - ВВС 16-й армии - ВВС 19-й армии - ВВС 20-й армии - ВВС 22-й армии - ВВС 29-й армии - ВВС 30-й армии - Соединения и части фронтового подчинения: - 23-я бомбардировочная авиационная дивизия - 31-я смешанная авиационная дивизия - 43-я смешанная авиационная дивизия - 46-я смешанная авиационная дивизия - 47-я смешанная авиационная дивизия |

| - ВВС 5-й армии - ВВС 16-й армии - ВВС 33-й армии - ВВС 43-й армии - 12-я смешанная авиационная дивизия - ВВС 49-й армии - Соединения и части фронтового подчинения: - 31-я истребительная авиационная дивизия - 23-я бомбардировочная авиационная дивизия - 38-я смешанная авиационная дивизия - 43-я смешанная авиационная дивизия - 46-я смешанная авиационная дивизия - 47-я смешанная авиационная дивизия - 77-я смешанная авиационная дивизия |

| - ВВС 1-й ударной армии - 711-й ближнебомбардировочный авиационный полк - ВВС 5-й армии - 705-й бомбардировочный авиационный полк - ВВС 10-й армии - ВВС 16-й армии - ВВС 20-й армии - ВВС 30-й армии - ВВС 33-й армии - 606-й легко-бомбардировочный авиационный полк - ВВС 43-й армии - ВВС 49-й армии - 686-й ночной бомбардировочный авиационный полк - ВВС 50-й армии - 611-й ночной легко-бомбардировочный авиационный полк - Соединения и части фронтового подчинения: - 12-я смешанная авиационная дивизия - 31-я смешанная авиационная дивизия - 43-я смешанная авиационная дивизия - 46-я смешанная авиационная дивизия - 47-я смешанная авиационная дивизия - 77-я смешанная авиационная дивизия - 32-я бомбардировочная авиационная дивизия - 38-я бомбардировочная авиационная дивизия - 38-я разведывательная авиационная эскадрилья |

### 1942 год
| - ВВС 1-й ударной армии - 23-я тяжёлая бомбардировочная авиационная дивизия - 711-й ближнебомбардировочный авиационный полк - ВВС 5-й армии - 705-й бомбардировочный авиационный полк - 611-й ночной легко-бомбардировочный авиационный полк - 692-й легко-бомбардировочный авиационный полк - ВВС 10-й армии - 706-й бомбардировочный авиационный полк - ВВС 16-й армии - ВВС 20-й армии - 601-й легко-бомбардировочный авиационный полк - ВВС 33-й армии - ВВС 43-й армии - ВВС 49-й армии - 686-й ночной бомбардировочный авиационный полк - ВВС 50-й армии - 698-й ночной бомбардировочный авиационный полк - Соединения и части фронтового подчинения: - 28-я смешанная авиационная дивизия - 43-я смешанная авиационная дивизия - 47-я смешанная авиационная дивизия - 77-я смешанная авиационная дивизия - 146-я смешанная авиационная дивизия - авиагруппа генерал-майора Николаенко - 10-я смешанная авиационная дивизия - 60-я смешанная авиационная дивизия - 700-й ночной бомбардировочный авиационный полк - 701-й ночной бомбардировочный авиационный полк - 703-й ближнебомбардировочный авиационный полк |

| - ВВС 5-й армии - 236-й истребительный авиационный полк - 697-й легко-бомбардировочный авиационный полк - 692-й легко-бомбардировочный авиационный полк - ВВС 10-й армии - 32-й истребительный авиационный полк - 681-й ближнебомбардировочный авиационный полк - 685-й ночной бомбардировочный авиационный полк - ВВС 16-й армии - 168-й истребительный авиационный полк - 619-й ночной бомбардировочный авиационный полк - 693-й ночной бомбардировочный авиационный полк - ВВС 20-й армии - 519-й истребительный авиационный полк - 601-й легко-бомбардировочный авиационный полк - ВВС 33-й армии - 521-й истребительный авиационный полк - 680-й ночной легко-бомбардировочный авиационный полк - ВВС 43-й армии - 627-й истребительный авиационный полк - 615-й ночной бомбардировочный авиационный полк - 695-й ночной бомбардировочный авиационный полк - ВВС 49-й армии - 700-й ночной бомбардировочный авиационный полк - ВВС 50-й армии - 20-й истребительный авиационный полк - 698-й ночной бомбардировочный авиационный полк - ВВС 61-й армии - 620-й ночной бомбардировочный авиационный полк - 733-й ближнебомбардировочный авиационный полк - 734-й ночной бомбардировочный авиационный полк - Соединения и части фронтового подчинения: - 43-я смешанная авиационная дивизия (управление) - 66-й истребительный авиационный полк - 122-й истребительный авиационный полк - 188-й истребительный авиационный полк - 611-й ночной легко-бомбардировочный авиационный полк - 686-й ночной бомбардировочный авиационный полк - 701-й ночной бомбардировочный авиационный полк - 706-й бомбардировочный авиационный полк - 1-й бомбардировочный авиационный полк - 46-й бомбардировочный авиационный полк - 54-й бомбардировочный авиационный полк - 130-й бомбардировочный авиационный полк - 511-й бомбардировочный авиационный полк - 603-й бомбардировочный авиационный полк - 62-й штурмовой авиационный полк - 232-й штурмовой авиационный полк - 312-й штурмовой авиационный полк - 566-й штурмовой авиационный полк - 3-й разведывательный авиационный полк - 594-й ночной бомбардировочный авиационный полк - 703-й ближнебомбардировочный авиационный полк(без мат. части) |

| - ВВС 5-й армии - 62-й штурмовой авиационный полк - 236-й истребительный авиационный полк - 692-й легко-бомбардировочный авиационный полк - ВВС 10-й армии - 66-й истребительный авиационный полк - 681-й ближнебомбардировочный авиационный полк - 685-й ночной бомбардировочный авиационный полк - ВВС 16-й армии - 168-й истребительный авиационный полк - 693-й ночной бомбардировочный авиационный полк - 735-й ночной бомбардировочный авиационный полк - 765-й штурмовой авиационный полк - ВВС 20-й армии - 519-й истребительный авиационный полк - 601-й легко-бомбардировочный авиационный полк - 312-й штурмовой авиационный полк - ВВС 33-й армии - 172-й истребительный авиационный полк - 595-й легко-бомбардировочный авиационный полк - 687-й легко-бомбардировочный авиационный полк - ВВС 43-й армии - 627-й истребительный авиационный полк - 566-й штурмовой авиационный полк - 615-й ночной бомбардировочный авиационный полк - 680-й ночной легко-бомбардировочный авиационный полк - ВВС 49-й армии - 46-й бомбардировочный авиационный полк - 700-й ночной бомбардировочный авиационный полк - 188-й истребительный авиационный полк - ВВС 50-й армии - 20-й истребительный авиационный полк - 54-й бомбардировочный авиационный полк - 701-й ночной бомбардировочный авиационный полк - ВВС 61-й армии - 772-й истребительный авиационный полк - 620-й ночной бомбардировочный авиационный полк - 734-й ночной бомбардировочный авиационный полк - Соединения и части фронтового подчинения: - 122-й истребительный авиационный полк - 1-й бомбардировочный авиационный полк - 130-й бомбардировочный авиационный полк - 175-й бомбардировочный авиационный полк - 511-й бомбардировочный авиационный полк - 603-й ближнебомбардировочный авиационный полк - 611-й ночной легко-бомбардировочный авиационный полк - 616-й легко-бомбардировочный авиационный полк - 686-й ночной бомбардировочный авиационный полк - 698-й ночной бомбардировочный авиационный полк - 703-й ближнебомбардировочный авиационный полк - 701-й ночной бомбардировочный авиационный полк - 706-й бомбардировочный авиационный полк - 712-й бомбардировочный авиационный полк - 732-й ночной бомбардировочный авиационный полк - 733-й ближнебомбардировочный авиационный полк - 3-й разведывательный авиационный полк - 713-й транспортный авиационный полк |

| - ВВС 5-й армии - 62-й штурмовой авиационный полк - 236-й истребительный авиационный полк - 692-й легко-бомбардировочный авиационный полк - ВВС 10-й армии - 681-й ближнебомбардировочный авиационный полк - ВВС 16-й армии - 168-й истребительный авиационный полк - 693-й ночной бомбардировочный авиационный полк - 735-й ночной бомбардировочный авиационный полк - ВВС 20-й армии - 312-й штурмовой авиационный полк - 519-й истребительный авиационный полк - 601-й легко-бомбардировочный авиационный полк - ВВС 33-й армии - 172-й истребительный авиационный полк - 595-й легко-бомбардировочный авиационный полк - 687-й легко-бомбардировочный авиационный полк - ВВС 43-й армии - 627-й истребительный авиационный полк - 615-й ночной бомбардировочный авиационный полк - 680-й ночной легко-бомбардировочный авиационный полк - ВВС 49-й армии - 700-й ночной бомбардировочный авиационный полк - 188-й истребительный авиационный полк - ВВС 50-й армии - 20-й истребительный авиационный полк - 701-й ночной бомбардировочный авиационный полк - ВВС 61-й армии - 772-й истребительный авиационный полк - 620-й ночной бомбардировочный авиационный полк - 734-й ночной бомбардировочный авиационный полк - Соединения и части фронтового подчинения: - 1-й бомбардировочный авиационный полк - 3-й разведывательный авиационный полк - 122-й истребительный авиационный полк - 179-й истребительный авиационный полк - 505-й штурмовой авиационный полк - 713-й ближнебомбардировочный авиационный полк - на укомплектовании: - 46-й бомбардировочный авиационный полк - 54-й бомбардировочный авиационный полк - 130-й бомбардировочный авиационный полк - 511-й бомбардировочный авиационный полк - 603-й ближнебомбардировочный авиационный полк - 66-й истребительный авиационный полк - 611-й штурмовой авиационный полк - 685-й штурмовой авиационный полк - 686-й штурмовой авиационный полк - 765-й штурмовой авиационный полк |

| - ВВС 5-й армии - 62-й штурмовой авиационный полк - 236-й истребительный авиационный полк - 692-й легко-бомбардировочный авиационный полк - ВВС 10-й армии - 601-й легко-бомбардировочный авиационный полк - ВВС 16-й армии - 168-й истребительный авиационный полк - 693-й ночной бомбардировочный авиационный полк - 735-й ночной бомбардировочный авиационный полк - ВВС 20-й армии - 519-й истребительный авиационный полк - ВВС 33-й армии - 172-й истребительный авиационный полк - 595-й легко-бомбардировочный авиационный полк - 687-й штурмовой авиационный полк - ВВС 43-й армии - 627-й истребительный авиационный полк - 615-й ночной бомбардировочный авиационный полк - 680-й ночной легко-бомбардировочный авиационный полк - ВВС 49-й армии - 700-й ночной бомбардировочный авиационный полк - 188-й истребительный авиационный полк - ВВС 50-й армии - 20-й истребительный авиационный полк - 701-й ночной бомбардировочный авиационный полк - Соединения и части фронтового подчинения: - 1-й бомбардировочный авиационный полк - 3-й разведывательный авиационный полк - 122-й истребительный авиационный полк - 179-й истребительный авиационный полк - 618-й ночной бомбардировочный авиационный полк - 713-й отдельный транспортный авиационный полк - на укомплектовании: - 46-й бомбардировочный авиационный полк - 54-й бомбардировочный авиационный полк - 130-й бомбардировочный авиационный полк - 511-й бомбардировочный авиационный полк - 603-й ближнебомбардировочный авиационный полк - 66-й истребительный авиационный полк - 312-й штурмовой авиационный полк - 611-й штурмовой авиационный полк - 685-й штурмовой авиационный полк - 686-й штурмовой авиационный полк - 765-й штурмовой авиационный полк |